# 桑名電軌
桑名電軌（日语：／）是一條曾經在三重縣桑名市內行走的路面電車路線。

## 概要
桑名電軌從桑名站站前廣場出發，沿站前通「八間通」向東邊直線行走，直至終點站本町電停。在路線中途設有車庫，在該處南邊設有引上線。
「八間通」的街道比較寬闊而筆直，加上整條路線在只於該街道上行走。因此在這條較短的路線中，可以在起點和終點站互相望向對方車站。

## 路線資料
- 營業區間：桑名站前 - 本町
- 路線距離（營業距離）：1.0公里
- 軌距：1067毫米
- 車站數目：7座（包含起終點站）
- 雙線區間：全線單線
- 電氣化區間：全線電氣化（直流600V）

班次方面，每5至10分鐘一班，由早上5時30分至深夜12時之間行走。全線行走所需時間為4分鐘。車費方面，初乘為3錢，乘坐全程為5錢，全線來回乘車的情況可有九折優惠（即9錢）。

## 歷史

### 背景
桑名是東海道第42個宿場町。在此站至熱田之間曾經有一條名為「七里之渡」的海上航線，這條航線帶來了許多遊人，令桑名變得繁榮起來。而桑名的市區靠近海邊，桑名藩的藩廳和桑名城也是在揖斐川旁邊。
踏入明治時代的1895年，關西鐵道（現時：關西本線）從大阪一方延伸至桑名，並且開設了桑名站。當時車站位置不是在桑名町，而是在該町西邊的大山田村（後來名為西桑名町）。令當時的乘客不太方便。
後來由於車站的效應下，使車站周邊開始開發為一個新發展區。來往車站與新興發展地區的交通變得緊張。在1925年，站前至舊城區的小路進行了擴寬，並命名為「八間通」，連繫了車站與舊城區兩處。

### 開業
除了「八間通」擴寬外，一間名為桑名電軌計劃從桑名站前開始，沿八間通一直敷設路軌至舊城區（全長1公里），連繫了兩處。
但是連接站前與舊城區的路線太短，當時該區間被稱為「站前線」和只是第一期計劃。在暫定開通後還有第二期線至第五期線。第二期線是在站前線向南分支。第三期線是向東分支。第四期線是在西邊敷設一條環狀線，形成了桑名市內一個電車路線網。第五期線計劃延伸至四日市市的富田。若果第二至第五期線能夠實現，便形成了連接桑名市與四日市市的巨大電車路線網。
桑名電軌在1925年申請特許，在翌年獲批。隨後，桑名電軌很快便申請工程許可，在申請特許的2年後（即1927年）開始動工興建。在路線中途加了一些電車站。在施工期間曾經有一些改動，包含在桑名站前電車站由1線構造變為2線。而整條路線於同年9月17日正式開業。

### 興盛至衰退
在開業後，大量乘客使用電車線，導致電車擠滿了乘客。而電車數目由當初的4架增加至5架。
另外從站前的鬧市範圍沿八間通擴展至旭橋電車站附近，該電車站附近建設了一座三層高的娛樂設施大廈「旭大廈」。使電車線開始擔當在市中心內穿梭的功能。在1932年，桑名站前敷設了繞道「國道1號」，以及在八間通上設置了政府辦公室，為這條電車線帶來更好條件吸引乘客乘坐。
但是這個好處也帶來反效果。當時，日本各地開始出現許多巴士公司，於許多地方開始提供巴士服務，對小型的電車路線和郊外型的電車路線構成壓力。桑名也不例外，於站前行走的鬧市中開始設有巴士服務，並且與電車路線重疊。在1932年起，收入減少達四成，桑名電軌的收入開始陷入危機。

### 因國策而廢除
桑名電軌的終結是由於政府的政策。在1941年，正值爆發太平洋戰爭期間，對於日本自身的自然資源不足的情況下，為了確保有足夠的資源以生產軍備，當中最缺乏的資源是鐵礦等金屬，這些資源以便製造武器。為此，政府頒布了「金屬類回收令」。除了銅像和梵鐘外，鐵路也是其中一個需要提供金屬的對象。當時，政府把一些對於軍事上不重要的路線被指定為「不要不急線」，這些路線被敕令暫停運作，以提供鐵路資源建設一些對於軍事上有利的路線。
而桑名電軌這條只有約1公里長的短路線被指定為「不要不急線」。當時由於無法與競爭對手，參宮急行電鐵（現時：近畿日本鐵道）之附屬巴士公司進行競爭，因此以「為了增強戰力之國策」這個理由決定把電車線廢除。在1943年年尾的臨時股東大會中決議把路線廢除並把公司解散。在翌1944年1月10日結束營運。
路軌撤走工程只需約10日便完成，公司於同年3月8日解散。

### 年表
- 1926年（大正15年）6月3日：批出桑名站前至本町之間軌道敷設特許予桑名電軌。
- 1927年（昭和2年）
  - 6月6日：開始動工。
  - 9月17日：桑名站前至本町之間開業。
- 1943年（昭和18年）12月26日：被指定為不要不急線，在臨時股東大會中決議把路線廢除和解散公司。
- 1944年（昭和19年）
  - 1月10日：全線廢除。
  - 3月8日：公司解散。

## 電車站列表與概要
桑名站前 –  国道 –  車庫前 –  三崎橋 –  旭橋 –  田町 –  本町
各個電車站之間相距100至200米。並且在電車站內沒有安全島，乘客直接於道路上上落車。以下為各電車站的概要。括號內的數字是從起點開始計算的營業距離（公里）。除了國道電車站外，其他的營業距離是由鏈換算至公里。另外，除非另有說明，否則所有電車站的啟用日是路線開通日期。
桑名站前 (0.0)
位於有樂町。與桑名站之間相隔一條馬路，月台配置為2面2線。為了方便營運，原本把計劃時的1線月台變更為2線月台，使可讓多架電車停靠在此站。當時周邊有許多餐廳。在桑名站被遷移後，遺址變成了停車場，附近再沒有商店街，附近一些地段建設了商務酒店。
國道 (0.2)
位於末廣町。在國道1號開通4年後，於1936年7月20日新設的電車站。電車站實際位於國道「八間通」路口附近。月台配置為2面1線。在南邊設有桑名郵局（現已搬遷）。
車庫前 (0.4)
位於末廣町。實際位於末廣町的東邊，近八間通的邊界附近。月台配置為2面1線。在南邊設有桑名警署。在警署西邊設有車庫。在電車站前設有路軌分岔，連接南邊的車庫與引上線。現時警署已經搬遷，而車庫也變為市營末廣町停車場。
三崎橋 (0.5)
位於北寺町。實際位於八間通與北寺町的邊界附近。月台配置為2面1線。在東北設有古刹・海藏寺。北邊地段在開業時為一片蓮田，後來變成了市區。
旭橋 (0.7)
位於相生町。實際是位於同名的橋樑附近。月台配置為2面2線，為線內唯一設有列車交會的電車站。電車站位於八間通的鬧市內。在電車站南邊設有聚集許多娛樂設施的「旭大廈」，該大廈也被成為了該區名信片的封面。現時，旭橋前後部分的河流已經變成了暗渠，在附近只建立了一個欄桿作為紀念碑。旭大廈也已經消失了。該區不再是一個鬧市。
田町 (0.9)
位於田町。月台配置為2面1線。在電車站周邊都是舊城區。
本町 (1.0)
位於本町。電車站實際位於八間通盡頭的T字路口，月台配置為2面1線。為一座結構簡單的電車終點站。南邊設有桑名宗社。現時八間通已經延伸至揖斐川處，當時道路盡頭的氣氛已經不存在。

## 接續路線
- 桑名站前：鐵道省關西本線、伊勢電氣鐵道（日语：伊勢電気鉄道）線→關西急行鐵道名古屋線·養老線（現時：近鐵名古屋線、養老鐵道養老線）、北勢鐵道→北勢電氣鐵道（現時：三岐鐵道北勢線）

## 運輸業績
| 年度 | 客量（人） | 營業收入（日圓） | 營業支出（日圓） | 利潤（日圓） | 其他支出（日圓） | 支付利息（日圓） |
| ---- | ---------- | ---------------- | ---------------- | ------------ | ---------------- | ---------------- |
| 1927 | 118,867    | 4,329            | 3,428            | 901          | 折舊800          |                  |
| 1928 | 852,619    | 33,155           | 21,888           | 11,267       | 折舊3,600        | 22               |
| 1929 | 881,423    | 34,260           | 24,013           | 10,247       | 折舊與汽車5,540  | 171              |
| 1930 | 768,259    | 29,722           | 23,828           | 5,894        | 折舊與汽車5,417  | 177              |
| 1931 | 696,840    | 27,027           | 20,390           | 6,637        | 折舊5,850        | 25               |
| 1932 | 622,374    | 23,583           | 17,608           | 5,975        | 折舊5,100        |                  |
| 1933 | 579,189    | 24,515           | 19,915           | 4,600        | 折舊4,000        |                  |
| 1934 | 581,770    | 22,992           | 17,980           | 5,012        | 折舊4,500        |                  |
| 1935 | 562,198    | 22,350           | 17,785           | 4,565        | 折舊4,402        |                  |
| 1936 | 573,181    | 23,349           | 18,509           | 4,840        | 折舊4,580        |                  |
| 1937 | 583,159    | 23,329           | 18,133           | 5,196        | 折舊5,000        |                  |

- 資料取自各年度版《鐵道統計資料》和《鐵道統計》。

## 車輛
在這個1公里長的路線中共有5架電車，當中3架為新車。所有電車均設有單電桿、救援網設備。通常只會有3架電車行走，其餘2架後後備車。
另外在路線廢除後，由於正值戰爭時期，許多電車的消息下落不明。
1、2
在開業之際從名古屋市電氣局轉讓引入的木製兩軸車。但是在書籍中紀載為新車。當時，這些車型為SSA形，並且從民營時代購入，後來被退役後便轉讓至桑名電軌。1號在1908年製造，舊車隊編號為41號，2號在1910年製造，舊車隊編號為89號。兩架電車都是由日本車輛製造製造。在大正時代，車頭設置了門廳（前窗）。在引入至桑名電軌時沒有拆除這裝置。
在明治和大正時代，該電車與其他一般電車的風格相同，都是設有雙車頂和開放式甲板設計。在名古屋時代經過修整和重新使用新的塗裝後便有所不同，包含更換了木質鑲板和車窗，電車整體變得簡潔。車底方面，2號電車使用Brill製造的27-E形轉向架，1號則被更換為Peckham製造的7B形轉向架。車身顏色為綠色。
在廢線後，電車轉讓給名古屋市電氣局，雖然回到原本的局內，但是實際在沒有服役的情況下，一直存放在倉庫內，直至1947年再度退役。
3、4
在開業之際，當接收1、2號電車的同時，桑名電軌向日本車輛購入新車。該新車全長8米，使用半鋼製造的兩軸車。設有七個車窗的典型電車，轉向架使用日本車輛製，模仿Brill 21-E形轉向架的S-20s形轉向架。
在廢線後，電車轉讓給名古屋市電氣局。但是3號在戰爭中被燒毀。於1949年，在車輛已經不存在的情況下被退役了。雖然4號在戰爭中也損，但是在1951年仍轉讓給豐橋鐵道，一直保存至1963年。
5
在1929年，為了增強運輸能力而向東洋車輛購入全新的半鋼製兩軸車。規格與3、4號差不多一樣。轉向架方面，使用了與Brill 21-E形相近的轉向架。在外觀上只有在車窗處的少許差別。
在廢線後，電車轉讓給名古屋市電氣局。但是與3號同樣，電車於戰爭中被燒毀。於1949年，在車輛已經不存在的情況下被退役了。

## 現狀
在路線廢除後翌年，1945年7月，桑名市二度被空襲，使市內九成地方被燒毀。桑名站也在空襲中被燒毀，使車站向南方遷移，現時車站遺址處已經看不見任何電車路線遺跡。
八間通兩旁的建築物已經完全不同，在終點站本町電車站附近曾經為一處胡同，但是現今道路已經延伸至揖斐川旁。因此在八間通上也已經看不見任何電車路線遺跡。

## 注腳
1. 1 2 3 4 5 6  《地方鉄道及軌道一覧. 昭和18年4月1日現在》（國立國會圖書館數碼化收藏）